# 今沢義雄
今澤 義雄（いまさわ よしお、1858年11月29日（安政5年10月24日） - 1941年（昭和16年）12月5日）は、日本の武士（岡崎藩士）、日本陸軍の軍人。陸軍少将、従四位・勲三等・功三級。

## 概観
日露戦争において「難攻不落」と謳われた旅順要塞攻略のための攻城兵器として、第3軍 攻城砲兵司令部 攻城工兵廠にて手榴弾、迫撃砲等を開発、日本軍勝利に貢献した。

## 経歴
- 1858年（安政5年）10月 岡崎藩士 今澤巌の6男として生まれる。
- 1875年（明治8年）6月、陸軍幼年学校入学。
- 1881年（明治14年）12月、工兵少尉任官。
- 1883年（明治16年）6月、陸軍士官学校（旧4期）工兵科を卒業。仙台鎮台工兵第一中隊小隊長となる。
- 1885年（明治18年）5月、工兵中尉に昇進し東京鎮台 工兵第一大隊小隊長となる。
- 1891年（明治24年）10月、工兵大尉に昇進し陸軍砲工学校教官に就任。日清戦争開戦に伴い、1894年（明治27年）7月、第6師団後備工兵第一中隊長として出征。同11月 流氷により破壊された鴨緑江の軍橋を応急の船橋で復旧する。[1]
- 1897年（明治30年）10月、工兵少佐に昇進し陸軍砲工学校教官に帰任、同時に海軍大学校教官（築城学）を兼務する。
- 1901年（明治34年）10月、工兵中佐に昇進し陸軍技術審査部審査官に就任。日露戦争開戦に伴い、1904年（明治37年）5月、第3軍攻城砲兵司令部攻城工兵廠長として出征。旅順攻囲戦で手榴弾、迫撃砲などを開発。
- 1905年（明治38年）3月、陸軍大佐に昇進し工兵部長に就任。
- 1906年（明治39年）1月、陸軍技術審査部工兵部長となる。同年4月、旅順表忠塔建設委員拝命。
- 1910年（明治43年）11月、陸軍少将に昇進、同時に予備役となる。
- 1918年（大正7年）4月1日 - 退役[2]

## 栄典・授章・授賞
位階
- 1885年（明治18年）7月25日 - 従七位[3]
- 1892年（明治25年）1月12日 - 正七位[4]
- 1902年（明治35年）2月20日 - 正六位[5]
- 1905年（明治38年）4月7日 - 従五位[6]
- 1910年（明治43年）
  - 5月21日 - 正五位[7]
  - 12月27日 - 従四位[8]

勲章等
- 1895年（明治28年）11月18日 - 明治二十七八年従軍記章[9]
- 1905年（明治38年）5月30日 - 勲四等瑞宝章[10]
- 1940年（昭和15年）8月15日 - 紀元二千六百年祝典記念章[11]

## 主な功績

### 兵器開発
第3軍攻城工兵廠で開発した兵器は次のとおり。
- 手榴弾[12]：竹製、空缶製、ブリキ製
- 迫撃砲[13]：チーク材製の発射筒から1kg及び1.5kgの弾丸を発射する。
- 転送爆発機：鉄板製防楯の裏に爆薬100kgを詰めたビール樽を車輪として取り付け点火して敵の壕内に落下・爆発させるもの。
- 代用隠顕燈：夜間攻撃用塹壕灯光器
- 改良鉄条網切断鋏：高圧電流が流れている鉄条網を切断する絶縁された鋏
- 鉄条網爆破具：2つ割りにした竹に火薬を詰め鉄条網の上で爆発させこれを切断する器具
- 伏射防楯：携帯防楯を伏射状態で使用できるように改良したもの。
- 膝射防楯：携帯防楯を膝射状態で使用できるように改良したもの。
- 対壕用防楯：塹壕防御用防楯
- 白熱点火器応用：白熱電線を使って100m四方に配置した地雷を同時に爆破する装置
- 手榴弾防網：敵の手榴弾から防御する金網
- 擲弾防楯：薄い鉄板を塹壕上に被せ手榴弾を塹壕の後ろに落として爆発させるもの。
- 銃眼防楯：携帯防楯に銃眼を付けた改良型
- 転送防楯：大きな防楯に車輪を付け押し進む防御装置

### 戦闘教令等
- 『第一期攻略計画案（望台攻略）』 明治37年（1904年）8月28日[14]

## 著作
- 『築城学教程,要塞編制の部』 陸軍砲工学校
- 『仮定 兵術用語界説』 海軍大学校